# Eriosoma dilaniginosum
Eriosoma dilaniginosum är en insektsart. Eriosoma dilaniginosum ingår i släktet Eriosoma och familjen långrörsbladlöss. Inga underarter finns listade i Catalogue of Life.